# Hierodula maculisternum
Hierodula maculisternum är en bönsyrseart som beskrevs av Werner 1925. Hierodula maculisternum ingår i släktet Hierodula och familjen Mantidae. Inga underarter finns listade i Catalogue of Life.